# Friedrich Heinrich Jacobi
Friedrich Heinrich Jacobi (Düsseldorf, 25 de janeiro de 1743 – Munique, 10 de março de 1819) foi um filósofo alemão.

## Biografia
Desde a infância, sofre forte influência religiosa do ambiente pietista que o rodeia, constituindo questões teológicas e religiosas uma constante em toda a sua vida.
Depois de trabalhar como comerciante e conselheiro das finanças dos ducados de Berg e Juliers, dedicou-se à literatura e à filosofia.Em sua casa de campo em Pempelfort, perto de Düsseldorf, recebia a elite intelectual da Alemanha de seu tempo. Ligou-se especialmente a Johann Gottfried von Herder, Johann Georg Hamann e Goethe. Discípulo de Rousseau, Jacobi combateu vivamente o racionalismo, polemizando com os iluministas em geral, mas também com Espinosa, Kant e Fichte; em seus últimos anos atuou em Munique, tendo sido presidente da Academia de Ciências da Baviera durante o período 1807/13. Neste período ataca o panteísmo de Schelling, fazendo uma acalorada defesa da fé cristã, ainda que não fosse católico.
O ponto central da filosofia de Jacobi é a necessidade de ir além do conhecimento demonstrável, além do saber intelectual para chegar a um conhecimento imediato do absoluto. O pensamento conceitual lhe era suspeito, e Jacobi opunha a este a primazia da crença e do sentimento.

## Obras principais
- 1775 - Eduard Allwills Papiere (romance, versão ampliada em 1792)
- 1779 - Woldemar (romance)
- 1785 - Sobre a doutrina de Espinosa em cartas ao Senhor Moses Mendelssohn
- 1787 - David Hume sobre a crença ou idealismo e realismo
- 1799 - Carta de Jacobi a Fichte
- 1811 -  Das coisas divinas e sua revelação